# Episodi di Hawthorne - Angeli in corsia (prima stagione)
La prima stagione della serie televisiva Hawthorne - Angeli in corsia è stata trasmessa in prima visione negli Stati Uniti d'America da TNT dal 16 giugno al 18 agosto 2009.
In Italia è stata trasmessa in prima visione sul digitale terrestre da Cielo dal 9 gennaio 2011 al 13 marzo 2011.
| nº | Titolo originale       | Titolo italiano               | Prima TV USA   | Prima TV Italia  |
| -- | ---------------------- | ----------------------------- | -------------- | ---------------- |
| 1  | Pilot                  | Il tempo non guarisce         | 16 giugno 2009 | 9 gennaio 2011   |
| 2  | Healing Time           | Saper sperare                 | 23 giugno 2009 | 16 gennaio 2011  |
| 3  | Yielding               | Arrendersi                    | 30 giugno 2009 | 30 gennaio 2011  |
| 4  | All the Wrong Places   | Un miracolo                   | 7 luglio 2009  | 23 gennaio 2011  |
| 5  | The Sense of Belonging | Senso di appartenenza         | 14 luglio 2009 | 6 febbraio 2011  |
| 6  | Trust Me               | Fidati di me                  | 21 luglio 2009 | 13 febbraio 2011 |
| 7  | Night Moves            | Una brutta nottata            | 28 luglio 2009 | 20 febbraio 2011 |
| 8  | No Guts, No Glory      | Niente rischio, niente gloria | 4 agosto 2009  | 27 febbraio 2011 |
| 9  | Mother's Day           | Madri                         | 11 agosto 2009 | 6 marzo 2011     |
| 10 | Hello and Goodbye      | Festa di addio                | 18 agosto 2009 | 13 marzo 2011    |

## Il tempo non guarisce
- Titolo originale: Pilot
- Diretto da: Mikael Salomon
- Scritto da: John Masius

### Trama
Cristina Hawthorne è un'infermiera del Richmond Trinity Hospital di Richmond (Virginia). Come ogni notte, si sveglia e parla con le ceneri di suo marito, è passato un anno da quando è morto. Riceve una chiamata inaspettata da un suo amico, David, e allarmata gli dice di aspettarla e che lo sta per raggiungere. Superata una guardia diffidente dell'ospedale in malo modo, Christina raggiunge il tetto e cerca di convincere David a non buttarsi, dato che ha deciso di suicidarsi, ma non ci riesce. David si butta e, nonostante lei conosca la sua volontà di non essere rianimato, il dottore di turno gli salva la vita. Il capo di chirurgia, Tom Wakefield, è contrariato dal suo atteggiamento: come amico di David e suo dottore voleva essere avvisato da Christina, che tuttavia si giustifica spiegandogli che voleva salvare un amico di suo marito nel giorno dell'anniversario della sua morte.
Nello staff di Christina ci sono validi elementi: Ray Stein è un infermiere che ha tentato l'esame di ammissione a medicina senza passarlo; quando trova un errore in una prescrizione della Dottoressa Marshall, cerca di contattarla per parlargliene, senza successo. Si tratta infatti della dottoressa più antipatica dell'ospedale, con un forte senso di superiorità nei confronti degli infermieri. Ray decide di seguire le istruzioni della Marshall nonostante siano scorrette e il paziente ha una crisi, per poco non muore. Suo padre vorrebbe fare causa all'ospedale, così Christina sospende Ray per la giornata, ma ha comunque uno scontro verbale con la Dottoressa Marshall.
Candy è un'infermiera giovane e bella, che ha molto a cuore i soldati americani, tanto da "sollevarli" con metodi poco ortodossi. Kelly, invece, è la più giovane del gruppo ed è ancora ai primi giorni di lavoro, con evidenti crisi di panico fronte ai problemi più semplici, così Christina cerca di aiutarla a maturare. Infine Bobbie è la migliore amica di Christina, nonché infermiera molto qualificata; ha una protesi a una gamba a causa di un incidente. Essendo attratta dal paramedico Nick, decide di accettare un suo invito per un appuntamento. Il ruolo di capo-sala di Christina la porta ad affrontare tutte le problematiche burocratiche dell'ospedale e a dover comunque gestire il suo staff. Inoltre ci si mettono i suoi problemi personali, dato che la sua figlia adolescente Camille è una ribelle e non è facile da gestire, mentre la sua suocera è sempre sul piede di guerra e le due donne hanno un rapporto molto problematico.
Infine Isabel è una nullatenente amica di Christina, che si scopre aver appena partorito il piccolo Moses; viste le sue condizioni, non può tenere il bambino e Christina deve scontrarsi con i servizi sociali per cercare di aiutarla.
- Guest star: Aisha Hinds (Isabel Walsh), Joanna Cassidy (Amanda Hawthorne), Rebecca Field (Susan Winters), Jillian Armenante (Cheryl Brooks), Adam Garcia (Nick Mancini), Anne Ramsay (Dr. Brenda Marshall)

## Saper sperare
- Titolo originale: Healing Time
- Diretto da: Arvin Brown
- Scritto da: John Masius

### Trama
Christina si trova coinvolta da un paziente, Fred Bernard, che ha avuto un aneurisma. Quando la vede inizia a scambiarla per sua moglie Lindsay e la vuole sempre al suo fianco. Nonostante questo atteggiamento vada ben oltre i confini fra infermiera e paziente, Christina si presta alla recita per il bene di Fred e Tom non perde l'occasione di farle notare che sta esagerando. Quando lui e il neurologo si trovano in contrasto sul tipo di operazione da effettuare per salvarlo, Fred vuole assolutamente che sia Christina a scegliere per lui, e la donna opta per il tipo di chirurgia proposto dal neurologo, scontrandosi duramente con Tom. Prima dell'operazione, Fred confessa a "sua moglie" di averla tradita e di volere ricominciare una nuova vita con lei, di avere finalmente quei figli che ha tanto desiderato.
Più tardi Fred ha un collasso cardiaco e il dottor Spitzer ne vorrebbe dichiarare il decesso, ma Christina interviene al suo posto e riesce a rianimarlo dopo una serie di scariche di defibrillatore. Quando la moglie di Fred arriva all'ospedale, Christina l'accoglie con dolcezza e le confessa che Fred la ama ancora moltissimo e che non può vivere senza di lei. Tom, alla fine, deve ammettere che l'intervento di Christina ha salvato la vita del paziente, quindi non avrà conseguente disciplinari; inoltre possono imparare qualcosa da quell'esperienza: tutti meritano una seconda occasione. Questo è probabilmente un invito anche per Christina, che merita di continuare a vivere la sua vita.
Nel frattempo Kelly è alle prese con una paziente terribile che le rende la vita un inferno con le sue richieste e suoi atteggiamenti, ma rimane sconvolta quando prova a risponderle a tono e le augura di morire e lei muore veramente.Bobbie, invece, è in crisi perché non vuole sentirsi dipendente nei confronti di un uomo e non sa se uscire ancora con il bel paramedico Nick. Con una spinta da parte di Christina, tuttavia, trova il coraggio e va all'appuntamento con lui. Ray è alle prese con un funzionario dell'ospedale che non vuole dargli i soldi degli straordinari e tira in ballo la burocrazia ospedaliera per fargli perdere tempo.
- Guest star: Aisha Hinds (Isabel Walsh), Malcolm-Jamal Warner (Fred Bernard), Rebecca Field (Susan Winters), Jillian Armenante (Cheryl Brooks), Adam Garcia (Nick Mancini), Matt Malloy (Larry)

## Arrendersi
- Titolo originale: Yielding
- Diretto da: Jeff Bleckner
- Scritto da: Sarah Thorp

### Trama
Christina vuole aiutare Eddie, un uomo che deve trovare il coraggio di dire addio alla madre, attaccata a delle macchine e in procinto di andarsene. L'ospedale non ha più letti per tenere l'anziana, ma il figlio non vuole saperne di lasciarla andare. Così Christina usa un piccolo magazzino per creare una stanzetta per lei e aiutare Eddie. Tom, che all'inizio non approva, si trova ad ammettere che ciò che ha fatto è incredibile. Più tardi, tuttavia, la sorella di Eddie si fa viva per porre fine all'agonia della madre; nei disperati tentativi di ricerca di Eddie, Christina e Tom vengono criticati dal direttore dell'ospedale, che li obbliga a seguire la volontà della figlia. Così Christina deve rassegnarsi all'idea che Eddie non sia riuscito a dire addio a sua madre. Nel frattempo, Camille, gira per l'ospedale e fa dei video con il suo cellulare per un progetto scolastico. Più tardi, dopo averli montati, mostra alla madre un video in cui ritrae alcuni attimi di vita dell'ospedale e così Christina scopre che Eddie è passato a salutare sua madre prima che la scollegassero dalle macchine.
Intanto Bobbie segue Kelly, alle prese con un neonato che sembra essere stato avvelenato da sua madre, una donna a cui nessuno vuole credere; Ray, invece, segue una donna insistente che lo occupa a tempo pieno con varie richieste e gli porta via tempo prezioso che invece vorrebbe passare con Candy.
- Guest star: James Morrison (John Morrissey)

## Un miracolo
- Titolo originale: All the Wrong Places
- Diretto da: Andy Wolk
- Scritto da: Glenn Mazzara

### Trama
Christina si occupa di una madre e del figlio, vittime di un incidente d'auto. Nonostante la donna non abbia problemi gravi, i dottori non riescono a capire il motivo della sua paralisi. Dato che il piccolo rischia di essere affidato ai servizi sociali finché la madre non sta meglio, Christina se ne occupa e fa in modo di tenerlo sempre con sé per non dover cedere alla volontà dell'assistente sociale. Tuttavia le cose per lei si complicano quando anche il bambino inizia a stare male all'improvviso. Intanto Camille vorrebbe andare a una gita scolastica a Washington, ma Christina non vuole lasciarla perché ha violato il coprifuoco; così la figlia si rivolge a sua nonna, che patteggia sempre per lei.
Intanto Tom scopre che il cancro di David è completamente regredito, tuttavia non ha il coraggio di dirglielo perché non crede che possa essere sparito all'improvviso, per miracolo. Christina cerca di fargli capire che dovrebbe mettersi il cuore in pace perché lo ha guarito, ma lui continua a fare analisi sul paziente. Così Christina si prende anche il compito di comunicare a David la bella notizia contro il volere di Tom. Quando finalmente i dottori capiscono cosa affligge la madre e il bimbo cinesi, Christina irrompe in sala operatoria poco prima che Tom inizi a operare la donna; i due si scontrano, ma alla fine, come sempre, il dottore deve ammettere che Christina aveva ragione, anche su David.
Intanto Bobbie ha in cura una ragazza che ha bisogno di un'amputazione al braccio perché rischia di morire per una infezione che l'affligge, così deve cercare di farle capire che si può vivere anche senza un arto. Candy e Ray discutono sul modo di fare della ragazza, che elargisce cure decisamente troppo amorevoli ai pazienti e sta diventando il gossip principale dell'ospedale, mentre Kelly deve andare a prendere delle cose in magazzino e si perde nei meandri dei sotterranei dell'ospedale.
- Guest star: Joanna Cassidy (Amanda Hawthorne)

## Senso di appartenenza
- Titolo originale: The Sense of Belonging
- Diretto da: Mike Robe
- Scritto da: Anna C. Miller

### Trama
All'ospedale arriva una paziente che Christina segue da molti anni, Amy, una ragazzina affetta da problemi cardiaci. Questa volta si ritrova ad avere anche dei problemi neurologici e ha bisogno di un intervento molto pericoloso. Il Dr. Phillips si offre per eseguirlo, ma sarebbe la sua prima procedura di questo tipo, così Christina contatta un medico di un altro ospedale che è un esperto in materia, pur non avendo l'autorità per farlo. Quando Amy scopre l'accaduto, decide di farsi operare comunque da Phillips perché ha bisogno che Christina sia vicina a lei, durante questo intervento.
Intanto Amanda Hawthorne, la suocera di Christina, arriva in ospedale per una biopsia e non vuole far sapere alla nuora che si trova lì; così Tom l'affida alle cure di Ray, che cerca di convincerla ad avvisarla per averla vicina in questo momento difficile. Candy vuole uscire con Larry, l'addetto alle paghe, perché le ha fatto credere di sentirsi molto solo; Ray le spiega che Larry è solo un viscido manipolatore, ma alla fine l'avrà vinta di nuovo l'impiegato. Isabelle, la mamma del piccolo Moses, ha un nuovo lavoro come fattorino del laboratorio analisi dell'ospedale; dopo alcuni problemi iniziali trova il modo di farsi rispettare anche dall'infermiera Brooks, che non la vede di buon occhio. Christina trascura i suoi doveri di capo delle infermiere per seguire Amy e intanto l'amministrazione obbliga tutti i suoi sottoposti a compilare dettagliati moduli su tutte le loro attività giornaliere, facendo sì che sottraggano molto tempo al lavoro. Quando Bobbie glielo fa notare, le due litigano, ma alla fine fanno pace.
L'intervento di Amy va benissimo, così come la biopsia di Amanda che risulta negativa, ma a fine giornata Christina deve fronteggiarsi con Morrissey, che vorrebbe denunciarla per aver contattato un altro dottore senza il permesso. Tom cerca di spalleggiarla, così Morrissey decide di non farlo ma le chiede di prendersi un giorno per riflettere su ciò che ha fatto.
- Guest star: James Morrison (John Morrissey), Michael Ealy (Dr. Phillips), Aisha Hinds (Isabel Walsh), Joanna Cassidy (Amanda Hawthorne), Jillian Armenante (Cheryl Brooks), Cassi Thomson (Amy Johnson), Matt Malloy (Larry)

## Fidati di me
- Titolo originale: Trust Me
- Diretto da: Ed Bianchi
- Scritto da: Jeff Rake

### Trama
Quando il pronto soccorso del Sacred Heart viene chiuso, tutti i parenti vengono dirottati al Richmond Trinity, che diventa un inferno per gli infermieri. Mentre Christina cerca di far capire a Morrissey che non possono gestire tutta quella gente, la donna è alle prese con un altro problema: sua figlia Camille arriva all'ospedale con un suo amico, Ryan, che lamenta bruciori al petto e respira male. Poco dopo il ragazzo ha un attacco di cuore e così Tom e Christina si chiedono se non faccia uso di droghe. Dai test risulta che è proprio così e Christina vorrebbe che anche Camille facesse il test, nonostante lei giuri di non fare uso di droghe. Più avanti Christina scopre che effettivamente Ryan usa droghe da un mese, per sopravvivere allo stress degli esami, ma è stato suo padre a fargli la ricetta, convinto che fosse una buona idea dare al ragazzo una "spinta" in più.
La madre di Ryan mette Christina in una posizione difficile quando le chiede di non denunciare il marito.
Intanto Isabelle è sconfortata perché il piccolo Moses è stato affidato a una famiglia senza che lei lo sapesse, ma Christina fa in modo che riesca a vederlo per salutarlo.
Gli altri infermieri sono alle prese con i pazienti: Candy si occupa di una bambina caduta coi pattini, ma si rende conto che il padre - poco entusiasta dell'infermiera - ha un attacco di ipertensione; Ray, invece, rilascia un'intervista a un giornalista sul lavoro all'ospedale, ma non è proprio quello che dice di essere. Bobbie ha problemi nella sua relazione con il bel paramedico Nick quando lui le affida la sua borsa da controllare e questa sparisce.
A fine giornata, Tom e Christina cercano di convincere Morrissey a non accettare altri pazienti, ma lui spiega che in realtà ha architettato tutto per far vedere ai finanziatori dell'ospedale che c'è bisogno di altri infermieri. Non ha detto niente a Christina perché non si fida di lei, e non ha detto niente a Tom perché l'avrebbe confessato a Christina a causa della loro amicizia.
- Guest star: James Morrison (John Morrissey), Wendell Pierce (Michael Schilling), Aisha Hinds (Isabel Walsh), Rebecca Field (Susan Winters), Adam Garcia (Nick Mancini), Michael J. Pagan (Ryan Schilling), Judith Scott (Karen Schilling)

## Una brutta nottata
- Titolo originale: Night Moves
- Diretto da: Roxann Dawson
- Scritto da: Bill Chais

### Trama
Christina viene obbligata a rimanere al pronto soccorso per il turno di notte e si ritrova ad assistere una ragazza, Crystal, che sta per partorire ma darà il figlio in adozione. I due futuri genitori si presentano all'ospedale, ma appare anche il padre del bambino, Curtis, che è in cattivi rapporti con Crystal. I problemi nascono quando una seconda coppia arriva a reclamare il bambino, facendo scoprire a Christina che Crystal ha promesso suo figlio a due diverse coppie. La ragazza dà la colpa a Curtis, ma in realtà ha progettato tutto lei per avere soldi dai quattro "genitori". Curtis confessa a Christina di voler tenere il bambino, e lei l'aiuta a convincere Crystal a lasciarglielo tenere.
Intanto Tom chiede a Ray di presenziare a un incontro di hockey della sua amica Alex come dottore perché lui ha un appuntamento con una donna di nome Faye. Christina lo prende in giro quando lo vede vestito da sera, ma poi cerca di aiutarlo quando Tom è costretto a tornare all'ospedale perché un paziente ha bisogno delle sue cure; mentre Faye è costretta ad aspettarlo nell'atrio dell'ospedale, lei prepara una romantica cenetta nell'ufficio di Tom, ma passa troppo tempo e alla fine la donna decide di andarsene. Così sono proprio Tom e Christina a ritrovarsi insieme a mangiare pizza fredda e a condividere un momento di intimità.
Alla partita di hockey, Ray scatena involontariamente una rissa e molti dei presenti e parecchie giocatrici finiscono all'ospedale per curarsi. Alex, l'amica di Tom, si invaghisce di lui e gli lascia il suo numero. Candy sembra leggermente infastidita dalla notizia, ma non lo dà a vedere all'infermiere. Intanto Bobbie invita Isabel a dormire a casa sua quando scopre che ha lasciato il centro di assistenza; le due condividono aneddoti e segreti sul passato e si conoscono meglio; ma la mattina dopo, quando Bobbie si sveglia, scopre che Isabel le ha rubato la sua gamba in titanio!
- Guest star: Aisha Hinds (Isabel Walsh), Christy Carlson (Alex), Jessy Schram (Crystal Raymond), Marguerite Moreau (Faye), Douglas Smith (VI) (Curtis)

## Niente rischio, niente gloria
- Titolo originale: No Guts, No Glory
- Diretto da: Andy Wolk
- Scritto da: Laurie Arent

### Trama
Al pronto soccorso arriva una coppia coinvolta in un incidente automobilistico e Ray si occupa di Jared mentre Candy segue la sua ragazza, Courtney. Jared rischia di rimanere paralizzato per tutta la vita e così Ray lo aiuta a decidere se subire un intervento ad alto rischio per avere una chance di tornare a camminare. Candy, invece, conforta Courtney e l'aiuta a trovare la forza di stare vicino al suo fidanzato in un momento così difficile. Jared alla fine decide di affrontare l'intervento, durante il quale Tom convince il dottore specialista a fare tutto il possibile per salvargli la vita, per quanto pericoloso possa essere.
Christina, invece, segue il caso di Evita, una donna che arriva all'ospedale con chiari segni di maltrattamento. All'inizio è convinta che sia il suo compagno a picchiarla, ma in seguito scopre che in realtà è suo figlio Carlos l'artefice dei suoi numerosi lividi. Il bambino, infatti, è autistico e soffre di gravi sbalzi di umore che lo rendono pericolosamente manesco. L'infermiera convince Evita a far curare Carlos in una struttura specializzata. Bobbie, intanto, è alla prese con un uomo che critica il suo lavoro e continua a imbarazzarla con battute razziste nei suoi confronti.
Kelly, infine, viene incaricata da Christina di dare lezioni di guida a Camille; la ragazza, infatti, è convinta che sarebbe meglio guidare con qualcuno che non fosse sua madre. Tuttavia, Camille si deve ricredere quando scopre che la giovane infermiera, al volante, si trasforma e diventa una folle.
- Guest star: Rebecca Field (Susan Winters), Adam Garcia (Nick Mancini), Judy Reyes (Evita), Reid Scott (Jared), Sarah Lancaster (Courtney)

## Madri
- Titolo originale: Mother's Day
- Diretto da: Jeff Bleckner
- Scritto da: Glen Mazzara

### Trama
È una torrida giornata d'estate e l'ospedale è in fermento per i numerosi tagli di Morrissey al personale: Tom si ritrova a licenziare il suo mentore con una patetica stretta di mano, Christina deve combattere con il direttore per non far licenziare nessuno del suo staff. Così la caposala decide di lasciare tutto nelle mani di Bobbie, che si trova a dover dirigere il reparto infermieri per un giorno. Intanto al pronto soccorso arriva Maureen insieme a sua madre che ha avuto una crisi e non riesce più a parlare; da quanto dice alla dottoressa Marshall, i primi sintomi di un eventuale ictus sono stati poche ore prima, ma più tardi si confida con Kelly e le rivela che era dal giorno prima che la madre era strana. Kelly si confronta con la Marshall perché è convinta che il farmaco che sta dando alla paziente possa essere nocivo, dato che l'ictus potrebbe essere stato prima di quanto pensi lei. All'inizio la Marshall non vuole saperne, ma poi Tom viene chiamato in causa e i due convincono Maureen a spiegare bene la dinamica degli eventi. La dottoressa Marshall affronta Tom e lo accusa di prendere le parti delle infermiere perché Christina è la sua ragazza. Camille, intanto, tormenta Christina perché vuole andare via un paio di giorni con gli amici, ma lei non glielo permette. Durante una discussione al telefono, Maureen la sente parlare di sua figlia e si rende conto di aver abbandonato la sua bambina in auto. Nonostante lo staff faccia di tutto per salvarla, la bambina muore nello stupore generale. Tom si sente in ansia per quanto accaduto e confida a Christina che si sente inutile dopo una giornata simile, lei cerca di rincuorarlo. Intanto Ray affronta la Marshall perché se la prende sempre con gli infermieri, nel tentativo di difendere Kelly; ma i due finiscono per baciarsi appassionatamente. Candy, invece, accusa Bobbie di non essersi accorta della presenza della bambina in macchina. Così a fine giornata, Christina invita Bobbie a tenere un discorso a tutti gli infermieri per cercare di farla sfogare e allo stesso tempo spronare gli altri infermieri a lasciarsi alle spalle quanto accaduto. In serata Christina riesce anche a convincere Morrissey a non licenziare nessuno, lui promette che si limiterà a tagliare gli aumenti di stipendio del prossimo anno. Tuttavia anche la "dura" Christina si lascia andare a un pianto liberatorio una volta nella sua macchina, cercando di dimenticare la terribile giornata vissuta.
- Guest star: James Morrison (John Morrissey), Erinn Hayes (Maureen), Matt Malloy (Larry), Anne Ramsay (Dr. Brenda Marshall)

## Festa di addio
- Titolo originale: Hello and Goodbye
- Diretto da: Jeff Bleckner
- Scritto da: John Masius, Anna C. Miller, Sarah Thorp

### Trama
- Guest star: James Morrison (John Morrissey), Aisha Hinds (Isabel Walsh), Anne Ramsay (Dr. Brenda Marshall), Joanna Cassidy (Amanda Hawthorne)